# Titus van Rijn

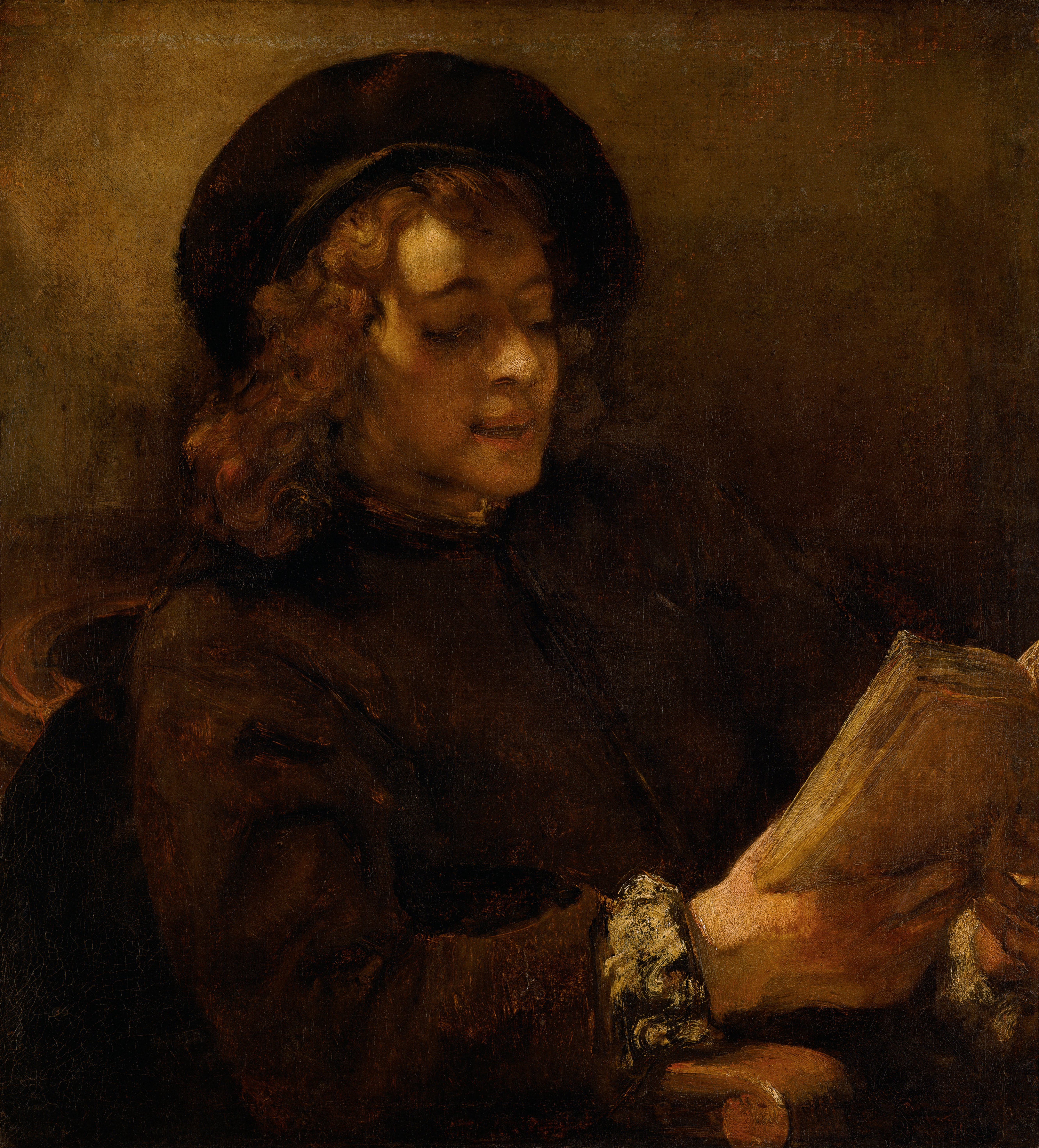
Porträt von Titus. Kunsthistorisches Museum, Wien

Titus van Rijn (* 22. September 1641 in Amsterdam; † 7. September 1668 ebenda) überlebte als einziges der vier Kinder von Rembrandt Harmenszoon van Rijn und Saskia van Uylenburgh das Kindesalter. Titus kommt mehrmals als Modell in Rembrandts Bildern und Studien vor.
Vor Rembrandts Konkurs 1656 übertrug dieser das Eigentum an seinem Haus an Titus. Dieser begann zusammen mit seiner Stiefmutter Hendrickje Stoffels einen auf Rembrandts Werke spezialisierten Kunsthandel. Titus ließ auf Drängen seines Vaters in seinem 15. Lebensjahr ein Testament verfassen, in dem er Rembrandt als Alleinerben bestimmte.
Februar 1668 heiratete Titus Magdalena van Loo (1641–1669). Ihr Vater Jan, ein Silberschmied, war ein Bruder seines Onkels Gerrit van Loo, Rechtsanwalt in der Gemeinde Het Bildt. Sie wohnten in einem Haus am Singel bei seiner Schwiegermutter. Aus dieser Ehe wurde ein Kind geboren: Titia (1669–1715).
Titus van Rijn starb Anfang September 1668 im 27. Lebensjahr an Pest. Er wurde in der Westerkerk beigesetzt. Seine Frau und seine Schwiegermutter starben ein Jahr darauf.
Ein Bild von Titus (Titus am Schreibpult, 1655) ziert die Titelseite des Bestsellers Bildung. Ein Essay von Hartmut von Hentig.